# Зідо
Sido (укр. Зідо) — справжнє ім'я Пауль Хартмут Вюрдіг (нім. Paul Hartmut Würdig)— німецький репер та один з лідерів німецького хіп-хоп руху. Народився 30 листопада 1980, район Пренцлауер-Берґ, Берлін, Німеччина.
Псевдонім Sido розшифровується як «Super Intelligentes Drogen Opfer» (укр. Надрозумна Жертва Наркотиків).

## Дитинство
Разом зі своєю молодшою сестрою Зідо виховувався матір'ю-одиночкою у Східному Берліні. У віці 8 років пересік кордон між Східним та Західним Берліном на Кохштрассе та опинився в таборі для біженців у Західному Берліні. Після цього він перебував деякий час у Любеку, а потім повернувся до Берліна. Дитинство провів в бідних робітничих кварталах міста, населених в більшості емігрантами.

## Кар'єра
Музична кар'єра Sido почалася в 1997 році. Разом з репером B-Tight заснував в Берліні андерграундовий гурт Royal TS (Royal — від назви студії Royal Bunker, яка видала перший альбом, а TS — від скорочення Tight/Sido). Проте співпраця зі студією була перервана через конфлікт. Тоді ж Sido та B-Tight вирішили створити новий склад (гурт) з новою назвою Die Sekte. Незабаром назву змінили на A.I.D.S., а в першому альбомі, що був виданий вже колективом Aggro Berlin почали з'являтися гості з Західного Берліна, а саме Mesut, Tony D., Mok, Fuhrman, Bendt, DJ Werd тощо. Незабаром після цього, репери об'єднали зусилля і створили кілька підпільних складів, таких як Sektenmuzik та AK (Außer Kontrolle).
Сольну кар'єру Sido розпочав у 2003 році, одночасно з виходом синглів «Weihnachtssong» та «Arschficksong». Справжнім успіхом для репера став сольний альбом «Maske», який побачив світ у квітні 2004 року. Завдяки синглам «Mein Block» та «Fuffies im Club» альбом дебютував у списку «Top Ten» найкраще продаваних альбомів.
Через популярність трек «Mein Block» неодноразово був пародійований. Діс на «Mein Block» Зідо зробив репер Eko Fresh, а 16-річний MC Jeremy зробив свій «Mein Dorf» (Моє село). Цей трек Зідо назвав жартівливим. «Mein Block» також згадується в творчості репера на ім'я Azad з Франкфурта, який видав власний трек під тією ж назвою. Останнім синглом з альбому «Maske» є пісня «Mama ist stolz». Зі зміненим варіантом цієї пісні Sido взяв третє місце на фестивалі Bundesvision Song Contest, де репер представляв, звичайно ж, Берлін. Крім того, в 2004 році Sido отримав статуетку Comet 2004 за свій дебютний рік, та здобув перемогу над конкурентом Eko Fresh.
Характерною рисою Зідо стала його маска. Але не тільки вона є джерелом спекуляцій. Спекуляції стосуються також справжнього ім'я та дати народження репера.
Найбільшим скандалом, пов'язаним з Sido, була бійка з уже згаданим вище Azad репером на MTV Hip Hop Open 2004. Творчість Sido — це безумовно значна частина німецького репу. У жовтні 2005 року разом з Harrisem під маркою «Deine Lieblings Rapper» випустив платівку «Dein Lieblingsalbum». У 2006 році разом з Tai Jasonem узяв участь у записі треку «Sureshot», автором якого був німецький DJ Tomcraft. Також Sido пов'язаний з польською групою реперів K.A.S.T.A. Wrocław.
1 грудня 2006 року Sido випустив свій другий сольний альбом під назвою «Ich» (укр. «Я»), який є більш опрацьованим і містить більш приватні треки автора, ніж його попередні. Того ж дня Sido видав сингл «Weihnachtssong», що містить оригінальні записи, які є також на плитівці Aggro Ansage nr 3. Надалі, у 2007 році, Sido випустив альбом «Eine Hand wäscht die Andere», а в 2008 році «Ich und meine Maske».

## Дискографія

### Студійні альбоми
- 2004: Maske
- 2006: Ich
- 2008: Ich und meine Maske
- 2009: Aggro Berlin
- 2012: #Beste
- 2013: 30-11-80

### Живе виконання
- 2010: MTV Unplugged Live aus'm MV

### Спільні проєкти
- 2005: Dein Lieblings Album (проєкт Deine Lieblings Rapper — за участі репера Harris)
- 2007: Eine Hand wäscht die Andere
- 2011: 23 (проєкт «23» — за участі Bushido)
- 2011: Blutzbrüdaz — die Mukke zum Film

Спільні альбоми з Aggro Berlin
| Рік  | Виконавці    | Назва платівки     | Стан | Статус          |
| ---- | ------------ | ------------------ | ---- | --------------- |
| 2002 | Aggro Berlin | Aggro Ansage Nr.1  |      |                 |
| 2002 | Aggro Berlin | Aggro Ansage Nr.2  |      |                 |
| 2003 | Aggro Berlin | Aggro Ansage Nr.3  |      |                 |
| 2004 | Aggro Berlin | Aggro Ansage Nr.4  |      | золота платівка |
| 2005 | Aggro Berlin | Aggro Ansage Nr.5  |      | золота платівка |
| 2006 | Aggro Berlin | Aggro Ansage Nr.2X |      |                 |
| 2006 | Aggro Berlin | Aggro Ansage Nr.3X |      |                 |
| 2006 | Aggro Berlin | Aggro Ansage Nr.4X |      |                 |

## DVD
2005: Dein Lieblingsalbum (Deine Lieblings Rapper)
2007: Ich DVD
Сингли
2003: Weihnachtssong
2004: Mein Block
2004: Arschficksong
2004: Fuffies im Club
2005: Mama ist stolz
2005: Steh wieder auf (Deine Lieblings Rapper)
2006: Wahlkampf (Sido & G-Hot)
2006: Straßenjunge
2006: Weihnachtssong 2006
2007: Ein Teil von mir
2007: Schlechtes Vorbild 2007: Wir reissen den Club ab
(Hecklah & Coch feat. Sido)
2007: Kettenreaktion (Spezializtz feat. Sido)
2007: Weihnachtssong 2007
2008: Augen auf
2008: Halt dein Maul
2008: Carmen
2008: Herz
2008: Weihnachtssong 2008
2009: Nein! (Sido feat. Doreen)
2009: Beweg dein Arsch (Sido's Hands on Scooter feat. Tony D
& Kitty Kat)
2009: Das System (die kleinen Dinge) (K.I.Z. feat. Sido)
2009: Hey Du
2009: 10 Jahre
2009: Geburtstag
2010: Sie bleibt
2010: Der Himmel soll warten (Sido ft. Adel Tawil)
2010: Da Da Da (feat. Stephan Remmler)
2011: So mach ich es (feat. Bushido)
2011: Hol doch die Polizei (feat. B-Tight)
2011: Geboren um frei zu sein
2012: Bilder im Kopf
2013: Einer diese Steine (feat. Mark Forster)
Спільні з A.I.D.S.
- 1998: Wissen Flow Talent (Royal TS)
- 1999: Sintflows (Die Sekte)
- 2000: Back in Dissniss (Royal TS)
- 2001: Das Mic und Ich (A.i.d.S. Alles ist die Sekte)
- 2002: Album Nr. 3 (Royal TS)
- 2003: Garnich so Schlimm (A.i.d.S.)
- 2009: (Wydane:06.11) Die Sekte